# Peter Swanson
Peter Swanson (geboren 26. Mai 1968 in Concord (Massachusetts)) ist ein US-amerikanischer Schriftsteller. 

## Leben
Peter Swanson studierte am Trinity College und der University of Massachusetts in Amherst und erhielt einen MFA in „Poetry“ am Emerson College. Er lebt mit seiner Frau in Somerville, Massachusetts.
Swanson veröffentlichte 2014 seinen ersten Thriller. Das Buch The Girl With a Clock For a Heart war auf der Shortlist des Los Angeles Times Book Prize. Der zweite Roman The Kind Worth Killing gewann den New England Society Book Award und war Finalist beim Ian Fleming Steel Dagger der Crime Writers’ Association (CWA). Die beiden Bücher wurden in mehrere Sprachen übersetzt.
Beim Schreiben habe er von Stephen Kings Anleitung Das Leben und das Schreiben gelernt, als sein literarisches Vorbild nennt er John D. MacDonald.  

## Werke (Auswahl)
- The girl with a clock for a heart. London: Faber & Faber, 2014
  - Die Unbekannte. Übersetzung Fred Kinzel. München: Blanvalet, 2014, ISBN 978-3-7645-0486-1.
- The kind worth killing. New York: William Morrow, 2014
  - Die Gerechte. Übersetzung Fred Kinzel. München: Blanvalet, 2017, ISBN 978-3-7341-0680-4.
- Her every fear. New York, NY: Harperluxe, 2017
  - Alles, was du fürchtest. Übersetzung Fred Kinzel. München: Blanvalet, 2019, ISBN 978-3-7341-0543-2.
- All the beautiful lies. New York: HarperLuxe, 2018
  - Ein Tod ist nicht genug. Übersetzung Fred Kinzel. München: Blanvalet, 2020, ISBN 978-3-7341-0554-8.
- Before she knew him. New York: William Morrow, 2019.
  - Angst sollst du haben. Übersetzung Fred Kinzel. München: Blanvalet, 2021, ISBN 978-3-7341-0888-4.
- Eight Perfect Murders. New York: William Morrow, 2020.
  - Acht perfekte Morde. Übersetzung Fred Kinzel. München, Blanvalet 2022, ISBN 978-3-7341-1020-7.
- Nine Lives
  - Neun Leben. Übersetzung Fred Kinzel. Kampa, Zürich 2023, ISBN 978-3-311-30045-8.
- The kind worth saving
  - Drei sind einer zu viel. Übersetzung Sepp Leeb. Kampa, Zürich 2024, ISBN 978-3-311-30063-2.